# Polizeiakademie Niedersachsen

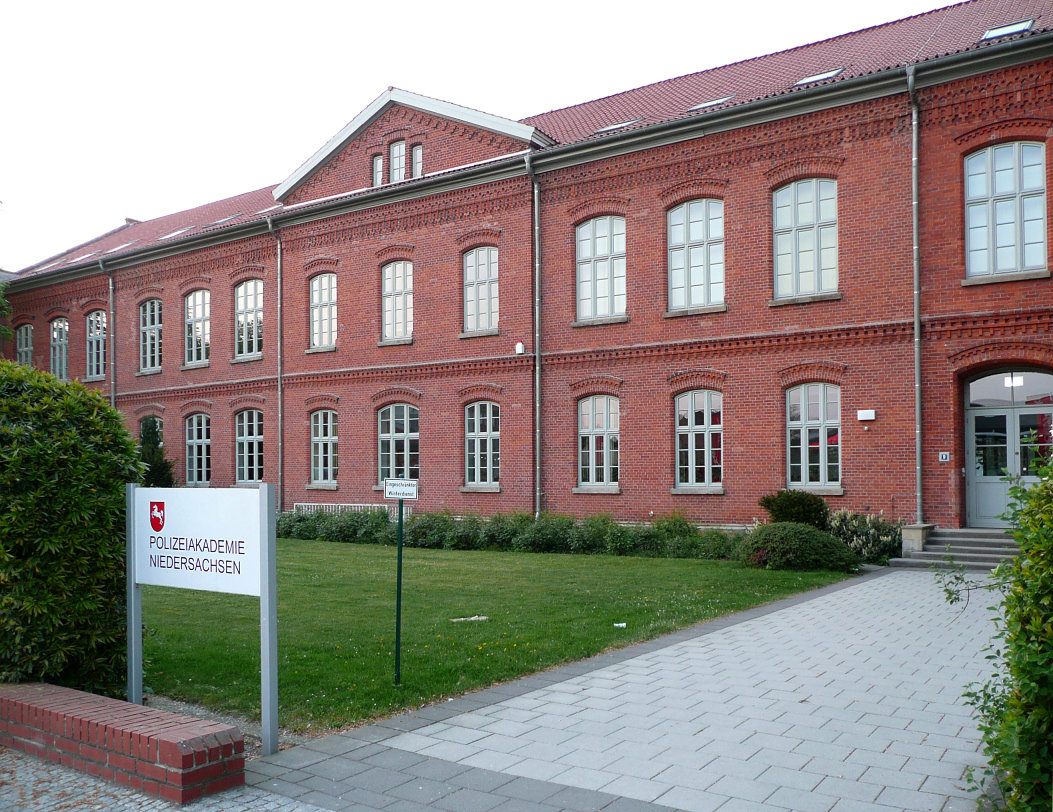
Hauptsitz der Polizeiakademie Niedersachsen in der 1853 erbauten Königlichen Baugewerkschule Nienburg

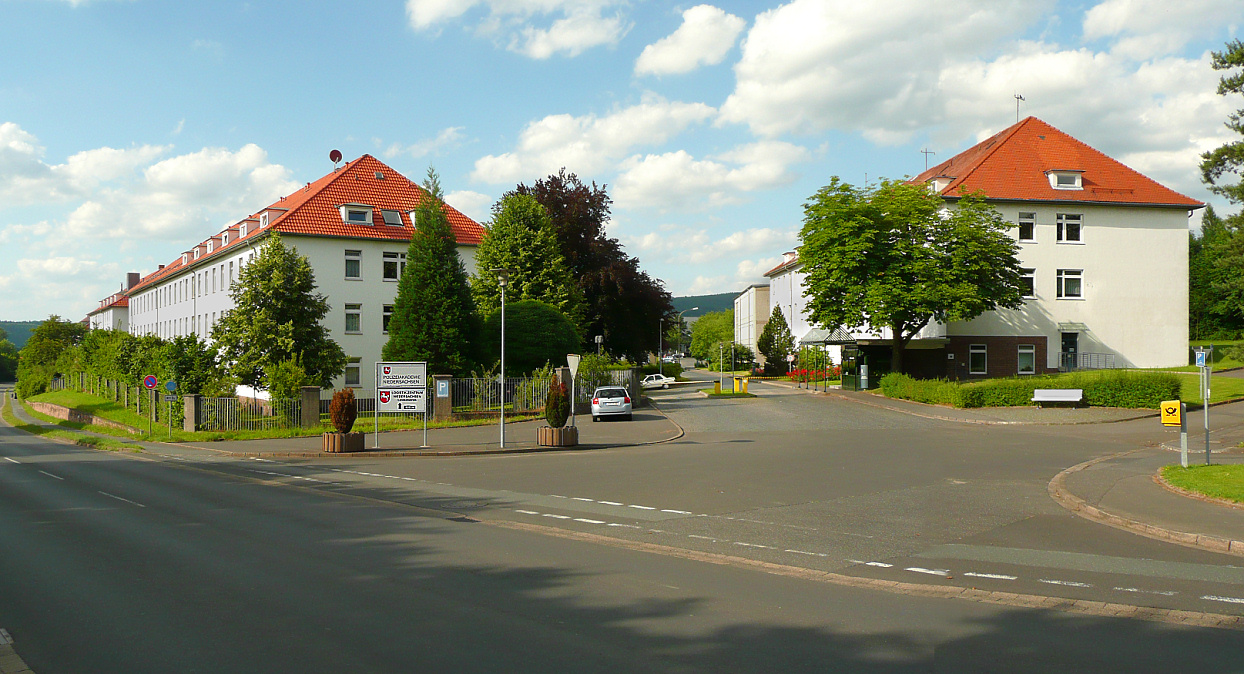
Standort der Polizeiakademie in Hann. Münden in den Gebäuden der früheren Landespolizeischule Niedersachsen

Die Polizeiakademie Niedersachsen (PA NI oder häufig nur PA) ist eine Bildungseinrichtung des Landes Niedersachsen auf der Ebene einer Berufsakademie. Sie wurde im Jahr 2007 gegründet und bildet Polizeivollzugsbeamte im gehobenen Dienst der Polizei Niedersachsen aus. Weiterhin ist sie für die Fortbildung der rund 24.000 Mitarbeiter der niedersächsischen Landespolizei zuständig. Die Akademie hat ihren Hauptsitz in Nienburg/Weser und verfügt über zwei weitere Studienorte in den Städten Hann. Münden und Oldenburg. In Hannover und Lüchow befinden sich darüber hinaus zwei Fortbildungsstandorte. Das Polizeimuseum Niedersachsen in Nienburg/Weser ist Teil der Polizeiakademie.

## Geschichte
Vorgänger war seit 1946 die Landespolizeischule Niedersachsen, die die Ausbildung im mittleren und gehobenen Polizeivollzugsdienst gewährleistete. 1997 erfolgte eine Umwandlung in das Bildungsinstitut der Polizei Niedersachsen (BIP NI), das fortan nur noch für Belange der Fort- und Weiterbildung zuständig war. Die Ausbildung wurde vollständig zur Niedersächsische Fachhochschule für Verwaltung und Rechtspflege (FHVR) mit Sitz in Hildesheim, Hann. Münden und Oldenburg verlagert, die von August 1979 bis zum 30. September 2007 Bestand hatte. Zum 1. Oktober 2007 wurden die Fakultät Polizei der Fachhochschule und das Bildungsinstitut der Polizei Niedersachsen (BIP NI) in der neu gegründeten Polizeiakademie Niedersachsen zusammengefasst, die ihren Hauptsitz in den Gebäuden der 1853 gegründeten Königlichen Baugewerkschule Nienburg erhielt. Damit wurde die Aus- und Fortbildung der rund 22.000 Mitarbeitern der niedersächsischen Landespolizei unter einem Dach vereint. Mitursächlich für diese Veränderung im Jahr 2007 waren die Entwicklungen des Bologna-Prozesses zur Schaffung eines einheitlichen Hochschulraums in Europa.

## Studiengang und Status
Die Polizeiakademie Niedersachsen ist eine teilrechtsfähige Anstalt des öffentlichen Rechts. Der Studiengang „Polizeivollzugsdienst“ (B.A.) für den gehobenen Polizeivollzugsdienst in Niedersachsen ist mit der Verleihung des Bachelor of Arts abgeschlossen. Der Abschluss ist Grundlage für den Eintritt in den gehobenen Polizeivollzugsdienst und auch Voraussetzung zum Masterstudium an der Deutschen Hochschule der Polizei (höherer Polizeivollzugsdienst).
Kurze Zeit vor dem Beginn des Vorbereitungsdienstes an der Polizeiakademie werden die Studierenden zu Beamte auf Widerruf und Polizeikommissaranwärter (PKA) bzw. Polizeikommissaranwärterin (PKAin) ernannt. 

## Akademiepersonal
Das Lehrpersonal an der Polizeiakademie gliedert sich in Professoren, Dozenten und Lehrkräfte für besondere Aufgaben. Die Professoren nehmen die Aufgaben in der Aus- und Fortbildung sowie bei Forschungsvorhaben wahr. Die Einstellungsvoraussetzungen für Professoren an einer Fachhochschule nach dem niedersächsischen Hochschulgesetz gelten für die Polizeiakademie entsprechend. Die hauptberuflichen Dozenten vermitteln Fachwissen in der Aus- und Fortbildung. Dabei unterweisen sie die Studierenden in der Anwendung fachbezogener wissenschaftlicher Methoden nach Kenntnissen und Erfahrungen in der beruflichen Praxis. Für Lehrangebote in Aus- und Fortbildung, die überwiegend der Vermittlung praktischer Fertigkeiten und Kenntnisse dienen, werden Lehrkräfte für besondere Aufgaben beschäftigt. Sie verfügen als Angehörige des gehobenen Polizeivollzugsdienstes über eine mindestens dreijährige berufliche Praxis und pädagogische Eignung.

## Nachwuchsgewinnung
Die Polizei Niedersachsen stellt in der Regel jährlich zum 1. Oktober und zum 1. April mehrere hundert neue Polizeikommissaranwärter ein. Im Jahr 2024 wurden die Einstellungstermine um einen Monat vorgezogen. Die Nachwuchsgewinnung und der Durchführung des Eignungsauswahlverfahrens erfolgt durch die Polizeiakademie. Es beinhaltet einen computergestützten Eignungstest, einen Sporttest und ein strukturiertes Interview. Abschließend erfolgt für jeden Bewerber eine ärztliche Beurteilung der Polizeidiensttauglichkeit und der Polizeidienstfähigkeit im Sinne der Polizeidienstvorschrift (PDV) 300. Je nach Bildungsgrad wird dem Bachelor-Studium ein Praktikum oder der Besuch einer Fachoberschule vorgeschaltet.

## Netzwerke und Kooperationen
Die Polizeiakademie Niedersachsen ist Mitglied der Konferenz der Hochschulen und Fachbereiche der Polizei (HPK) sowie der Kooperation Hochschuldidaktik Polizei "DIDAktik" und kooperiert mit dem Verein Gegen Vergessen – Für Demokratie e. V. Der Direktor der Polizeiakademie Carsten Rose ist seit März 2022 Vorstandsmitglied des Vereins.
Seit 1988 besteht der Förderverein „Freunde der Polizeiakademie Niedersachsen e. V.“. Er unterstützt die Studierenden, die Arbeit in Studium und Fortbildung sowie Veranstaltungen.
Studierende der Landespolizei Sachsen-Anhalt absolvieren in Kooperation mit der Polizeiakademie Niedersachsen ihr erstes Studienjahr des Master-Studiengangs (Höherer Dienst) am Standort Nienburg/Weser.

## Forschung und Projekte
Die Polizeiakademie ist die zentrale Bildungseinrichtung der Polizei Niedersachsen. In polizeirelevanten Themenfeldern betreibt, initiiert und unterstützt sie Sicherheits- sowie Polizeiforschung und unterhält eigene Forschungsprojekte.
Nach Rassismus-Vorwürfen gegenüber mehrerer Polizeien in Deutschland entschied der damalige niedersächsische Innenminister Boris Pistorius eine eigene Studie innerhalb der Polizei Niedersachsen durchführen zu lassen, während auch der Bund eine Studie in Auftrag gab. Das entsprechende Forschungsprojekt „Polizeipraxis zwischen staatlichem Auftrag und öffentlicher Kritik: Herausforderungen, Bewältigungsstrategien, Risikokonstellationen“ wird von Wissenschaftlern der Polizeiakademie von 2020 bis 2023 durchgeführt.

### IKriS – Institut für Kriminalitäts- und Sicherheitsforschung

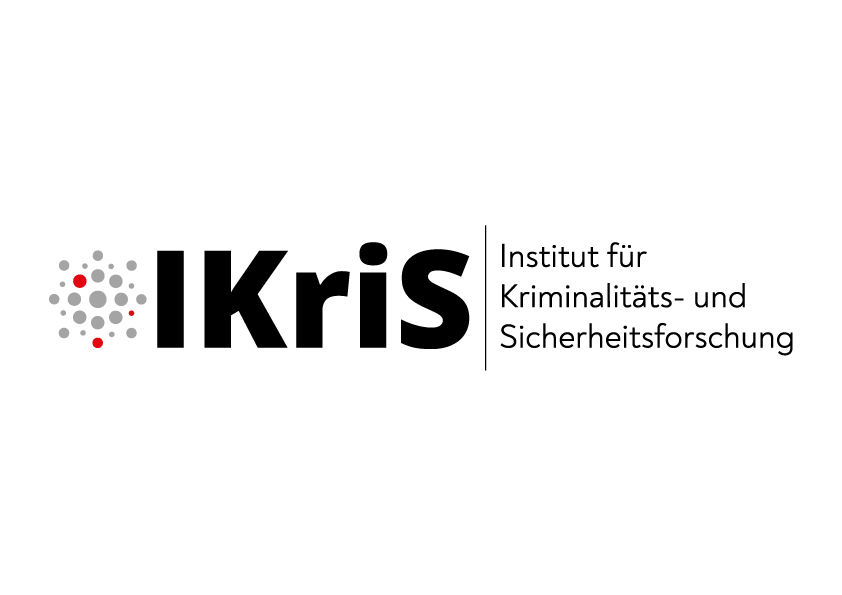
IKriS Logo

Um die Forschung an der Polizeiakademie weiter voranzutreiben, Forschungsprojekte in jeder Projektphase zu unterstützen und zu begleiten sowie die Forschung zu koordinieren, wurde am 1. Januar 2021 das „IKriS - Institut für Kriminalitäts- und Sicherheitsforschung“ an der Polizeiakademie gegründet.

### Projekt Polizeischutz für die Demokratie
Im Jahr 2019 wurde das Projekt „Polizeischutz für die Demokratie“ an der Polizeiakademie initiiert, um demokratische Grundwerte innerhalb der Polizei Niedersachsen zu stärken. Das bundesweit erste Projekt dieser Art beinhaltet neben einer kritischen Ausrichtung während des Vorbereitungsdienstes ein spezielles Fortbildungsangebot für Demokratiepatinnen und -paten. Das Ziel ist die Widerstandskraft gegenüber Rechtspopulismus zu fördern und die Verbindung zwischen der Polizei und der Zivilgesellschaft zu stärken. Das Programm umfasst unter anderem Geschichtsverständnis, Besuche von NS-Gedenkstätten, Treffen in Moscheen und Synagogen sowie Diskussionsrunden. Die Thüringer Polizei und Polizei Schleswig-Holstein kündigten an, das Konzept übernehmen zu wollen.

### Projekt Generation Zukunft Polizei (GZP)
Das Projekt "Generation Zukunft Polizei" (GZP) wurde von der Polizeiakademie Niedersachsen in Abstimmung mit dem Niedersächsischen Ministerium für Inneres und Sport ins Leben gerufen, um die Attraktivität der Niedersächsischen Landespolizei als Arbeitgeber zu steigern. Angesichts sinkender Bewerberzahlen, erhöhter Rücktritte und Kündigungen zielt das Projekt darauf ab, die Personalakquise, Auswahl- und Bindungsprozesse zu modernisieren und den Übergang in die Anfangsphase der Beschäftigung durch aktive Öffentlichkeitsarbeit zu optimieren. Es ist speziell auf den demografischen Wandel sowie die Merkmale der Generationen Z und Alpha zugeschnitten, die in den Arbeitsmarkt eintreten. Das GZP-Projekt gliedert sich in vier Teilbereiche: Personalrekrutierung/-bindung, das Einstellungsverfahren, das Studium und den Berufseinstieg. Zu den Aktivitäten gehören Marketing- und Designstrategien, die Optimierung des Bewerbungs- und Auswahlprozesses, die Integration und Unterstützung neuer Studierender sowie regionale Platzierungsbemühungen. Das Projektteam setzt sich aus Fachleuten aus verschiedenen Bereichen zusammen, darunter Marketingmanagement, Kommunikationswissenschaften, Social-Media-Management, Design und Polizeibeamte.